# Theodor D. Ionescu
Theodor (Tudor) D. Ionescu (n. 16 mai 1898, Corabia, Olt – d. 11 februarie 1990, București) a fost un inginer chimist român, membru corespondent (1963) al Academiei Române. Tudor Ionescu a devenit membru al Partidului Comunist din România în 1944. Tudor Ionescu a fost lector, șef de lucrări din 1939, conferențiar, profesor (1944 - 1968) și șef  al Catedrei de tehnologie chimică anorganică la Institutul Politehnic din București. În perioada 1944 - 1945, Tudor Ionescu a fost subsecretar de stat la Ministerul Economiei Naționale. În perioada 1945 - 1948, Tudor Ionescu a fost ministrul Minelor și Petrolului.  Tudor Ionescu a fost exclus din partid în perioada 1952 - 1961. Tudor Ionescu a fost deputat în Marea Adunare Națională în perioada 1962 - 1973. 

## Distincții
- titlul de „Profesor Emerit al Republicii Populare Romîne” (18 august 1964) „pentru activitate deosebită în domeniul cercetării științifice și contribuție la dezvoltarea învățămîntului superior”[3]
- Ordinul „Tudor Vladimirescu” clasa a III-a (30 aprilie 1966) „cu prilejul celei de-a 45-a aniversări de la înființarea Partidului Comunist din România, pentru îndelungată activitate în mișcarea muncitorească și merite deosebite în opera de construire a socialismului”[4]
- Ordinul „Meritul Științific” clasa a II-a (26 septembrie 1966) „pentru merite deosebite în activitatea științifică, cu prilejul Centenarului Academiei Republicii Socialiste România”[5]
- titlul de Erou al Muncii Socialiste și medalia de aur „Secera și ciocanul” (4 mai 1971) „cu prilejul aniversării a 50 de ani de la constituirea Partidului Comunist Român, [...] pentru activitate îndelungată în mișcarea muncitorească și merite deosebite în opera de construire a socialismului în patria noastră”[6]
- Ordinul „23 August” clasa I (7 mai 1981) „pentru rezultatele obținute în îndeplinirea cincinalului 1976–1980, pentru contribuția deosebită adusă la înfăptuirea politicii Partidului Comunist Român de făurire a societății socialiste multilateral dezvoltate în patria noastră, cu prilejul aniversării a 60 de ani de la făurirea Partidului Comunist Român”[7]